# Nat Geo Kids
Nat Geo Kids (ou National Geographic Kids) foi um canal de televisão por assinatura, dedicada para crianças entre 3 e 11 anos, da National Geographic Partners, proprietária por The Walt Disney Company, National Geographic Society. Este canal consiste em desenhos, programas de exploração, ciência, aventura e conservação do ambiente, e séries infantis. Foi lançado em 1 de julho de 2017 na América Latina, em substituição ao MundoFox, e a princípio, seria lançado no Brasil em 1  de setembro de 2017, mas foi para 3 de outubro.
O canal sucede o bloco de programação Nat Geo & Eu, que era exibido na National Geographic pela manhã, que foi transformado em um canal independente.
Uma versão árabe foi lançada em novembro de 2017 nos Emirados Árabes Unidos pela Abu Dhabi Media, foi o primeiro canal para crianças a ter documentários infantis.
Em 10 de janeiro de 2022, a The Walt Disney Company anunciou que encerrará o Star Life, Disney XD, Nat Geo Kids, National Geographic Wild, FX Movies (América Latina) e Disney Junior (apenas no Brasil) em 31 de março de 2022.

## Programas
Na América Latina, os programas Robin Hood e Space Dogs Family foram adicionados. No Brasil, a série Patrulha Salvadora, do SBT, é exibida no canal exclusivamente no país. No dia 10 de novembro de 2017 às 20:00 a Nat Geo Kids do Brasil adicionou a sua primeira série original produzida pela National Geographic Kids dos EUA, o nome é Weird but True!, ou no Brasil, Acredite, é Verdade. E desde o dia 5 de Dezembro de 2017 é adicionado à programação a série nacional Escola pra Cachorro, que já foi exibida em muitos canais no país. E em 2018 lançaram a animação nacional Buzzu na Escola Intergaláctica no canal, produzida pelo estúdio StartAnima e Atchim!, uma animação italiana.

### Cine Kids
Bloco de filmes do Nat Geo Kids, conta com filmes de animação de diversos estúdios, como DreamWorks Animation, Universal Studios, 20th Century Studios, Paramount Pictures, Nickelodeon Movies, Sony Pictures, entre outros, também já exibiu os filmes brasileiros As Aventuras do Avião Vermelho e BugiGangue no Espaço.

## Aplicativo
Um aplicativo oficial do canal foi lançado em 3 de outubro de 2017, contém episódios e clipes dos desenhos, incluindo jogos e mini documentários sobre animais. Os programas do Nat Geo Kids também estão na plataforma de streaming Fox App.

## Bloco
Um bloco com os programas do canal chamado Desperte sua Curiosidade estreou na Fox Channel no Brasil no dia 7 de outubro de 2017 é foi exibido todas as manhãs de sábado das 7:25 as 10:20 e sua programação foi constituída também de filmes infantis, títulos e outros, o bloco é feito especialmente para não assinantes do canal.